# Coronel Bolognesi FC
Der Coronel Bolognesi FC ist ein peruanischer Fußballverein in der Stadt Tacna. Aktuell spielt der Klub in der Copa Perú.

## Allgemeines
Die Vereinsfarben des Klubs sind Rot-Weiß. Das Heimtrikot ist überwiegend rot mit weißen Akzenten. Stutzen und Hose sind ebenfalls in rot. Die dominierende Farbe der Auswärtstrikots ist Weiß.

## Geschichte
Der Verein wurde am 18. Oktober 1929 gegründet. Man benannte ihn nach dem peruanischen Nationalhelden Francisco Bolognesi. Erster Präsident des Vereins wurde Manuel Chepote. Zusammen mit Kaufleuten und Juristen der örtlichen Nationalen Hochschule wurde das erste Team geformt. Spieler der ersten Stunde waren die Brüder Victor und Augusto Arce, Gustavo und Ruben Chiarella, Victor Manuel Albarracin, Alfonso und Roberto Eyzaguirre, Adolfo Héctor Valdez, Ovidio Velasquez, Artidoro Lanchipa und Fausto Gallirgos. Als Vereinsfarben wählte Chepote Rot und Weiß und lehnte sich dabei an die peruanische Landesflagge.
Bis 1967 wurde das Team als Amateurklub verwaltet. 
Im September 1976 erreichte die Mannschaft erstmals das Finale um die Copa Perú, dem nationalen Pokal, durch einen 2:0-Sieg über Club Sport Ancash konnte man den ersten großen sportlichen Erfolg feiern.  
Bolognesi, inzwischen eine Profimannschaft, spielten in den folgenden Jahren guten Fußball und konnte ab und an kleinere Erfolge feiern. 1987 gab es unter Trainer Carlos "Tito" Reyna eine sehr gute Spielzeit.
1992 stieg der Verein ab und sorgte einige Zeit lang für keine große Aufmerksamkeit. Unter der Führung des neuen Präsidenten Ellen Martorell, machte der Klub ab 1998 einen rasanten Aufstieg. Erst konnte man die dritte Liga gewinnen, im Jahr darauf sogar die Meisterschaft der zweiten und meldete sich somit im peruanischen Oberhaus zurück. 2001 gab es den zweiten Pokalerfolg in der Copa Perú. Im Finale siegte man über CD Universidad César Vallejo. 2003 qualifizierte sich die Mannschaft über die Liga für die Copa Sudamericana 2004. Es war die erste Teilnahme an diesem internationalen Wettbewerb. Im ersten Spiel konnte man sich gegen Landeskonkurrenten Alianza Atlético mit 1:0 durchsetzen, scheiterte aber nach einer 1:4-Rückspielniederlage am Einzug in die nächste Runde. 2006 folge die erneute Teilnahme an der Copa Sudamericana. Gegen Club Deportivo Universidad San Martín de Porres, einem Klub aus Lima, konnte das Team sich mit 1:0 und 3:2 durchsetzen.
In der zweiten Runde wartete der chilenische Klub CSD Colo-Colo. Durch Tore von Johan Fano und Masakatsu Sawa gewann man zwar mit 2:1 vor heimischer Kulisse, schied aber nach einem 0:1 in Chile auf Grund der Auswärtsregel aus. 2007 feierte der Klub und die Stadt den ersten Meisterschaftserfolg, als man die Clausura (Rückrundenmeisterschaft) für sich entschied. Dies war eine große Überraschung, da man in der Apertura, der Hinrundenmeisterschaft, nur zwölfter, also letzter, in der Liga wurde. Mit 36 Punkten hatte Coronel Bolognesi einen Punkt mehr auf Verfolger Universitario de Deportes. Grund für den Erfolg war die sichere Defensive, die nur 15 Gegentore in 22 Spielen zuließ. Dies war Ligabestwert. Noch in der Hinrunde kassiert man 36 Gegentore, also mehr als doppelt so viele. In der Gesamtabrechnung (Hin- und Rückrunde) belegte man allerdings nur Platz sieben. Trotzdem war die Mannschaft 2008 erstmals berechtigt, an der Copa Libertadores teilzunehmen.
Dort traf man in der Gruppe 4 auf den brasilianischen Vertreter Flamengo Rio de Janeiro, die uruguayische Mannschaft Nacional Montevideo und auf den peruanischen Ligakonkurrenten Club Sportivo Cienciano. Am 13. Februar 2008 startete das Team mit einem Überraschungsunentschieden gegen Flamengo. Abgesehen von einem weiteren Unentschieden gegen Cienciano blieben dies die einzigen Punkte im Verlauf des Wettbewerbs. Mit nur fünf Gegentreffern hatte man zwar nur ein Tor mehr als der Gruppenerste aus Rio kassiert, allerdings erzielte das Team in sechs Begegnungen auch kein Tor und schied folgerichtig aus.

### Wissenswertes
- Mit insgesamt 50 Toren ist Johan Fano der erfolgreichste Schütze im Dress von Coronel Bolognesi. Mit dreißig Toren in der Saison 2004 hält er zudem den Vereinsrekord für die meisten Tore in einer Spielzeit. Trotzdem wurde er in dieser Spielzeit nicht Torschützenkönig und musste Gabriel García von FBC Melgar den Vortritt lassen. Der spätere Frankfurter Junior Ross steht mit 47 erzielten Treffern auf dem zweiten Platz der ewigen Schützen.

## Sponsoren und Ausstatter

### Bisherige Trikotsponsoren
- aktuell: Universidad Alas Peruanas und Hyundai

### Bisherige Bekleidungsausstatter
- aktuell: Mitre

## Stadion

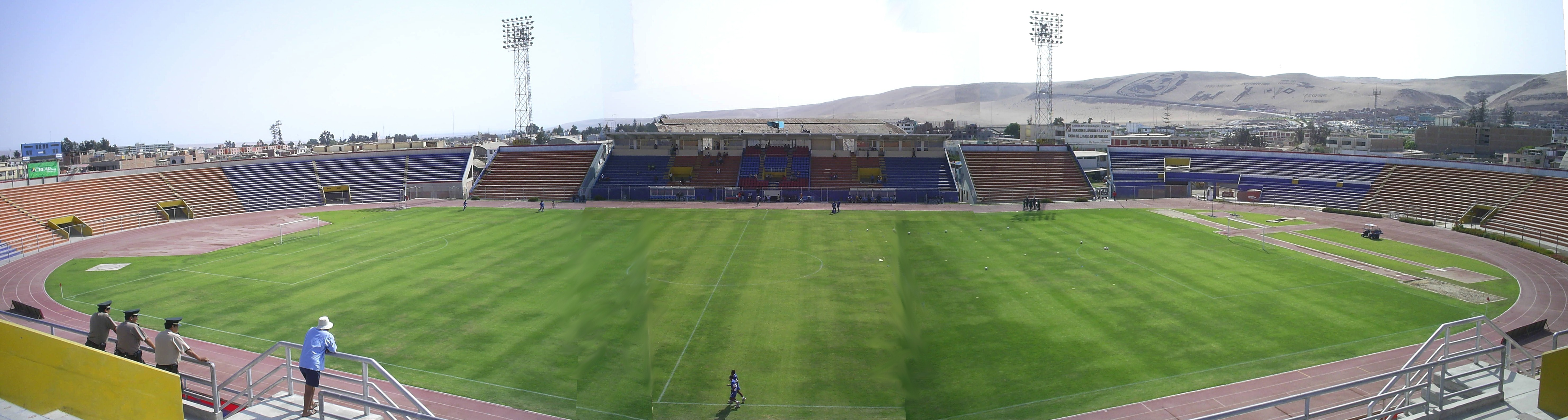
Die Heimstätte von Coronel Bolognesi in der Panoramaansicht.

Die Mannschaft trägt ihre Heimspiele im Estadio Jorge Basadre in Tacna aus. Die Kapazität der Sportstätte umfasst 23.450 Plätze. 277 Plätze sind als Sitzplätze genutzt, wobei 69 von diesen für VIP-Gäste reserviert sind. Neben Fußball, werden dort auch weitere Sportwettbewerbe ausgeübt. 1954 wurde das Objekt erbaut und erhielt den Namen Estadio Modelo. Im Jahre 2004 wurden drei Begegnungen der Copa América dort ausgetragen. Nach dem Turnier erfolgte zu Ehren den Historikers Jorge Basadre Grohmann die Namensänderung. Aktueller Eigentümer ist die Instituto Peruano del Deporte.

## Erfolge
- Primera División Peruana (Clausura): 2007
- Descentralizado – Región Sur: 1985, 1987
- Copa Perú: 1976, 2001

## Bekannte ehemalige Spieler
- José André Bilibio
- Germán Carty
- Juan Cominges
- Paul Cominges
- Johan Fano
- Johan Vásquez
- Federico Martorell
- Miguel Mostto
- Diego Penny
- Junior Ross
- Masakatsu Sawa
- David Soria Yoshinari
- Miguel Ostersen

## Bolognesis Trainer
(unvollständig)
- 1987 0000:  Carlos "Tito" Reyna
- Jorge Sampaoli (2004–2006)
- 2006 (?)00:  Javier Torrente
- 2007 (?)00:  Raul Marcovich
- 2008 0000:  Juan Reynoso[1]
- 2008 (?)00:  Roberto Mosquera Zuñiga

## Bolognesis Präsidenten
(unvollständig)
- 1929–?:  Manuel Chepote
- Luis Fantapie Duilio Cuneo
- Jorge F. Martorell
- Ciro Cornejo
- Noah Rospigliosi
- Guillermo Valdivia
- Carlo Ferrari
- Eduardo Albarracin
- Ricardo werden Ortiz
- Amadeo Rosales
- Cesar Velarde
- Wilson Mazuelos
- Luis Koc
- Ricardo Ortiz
- Humberto Rospigliosi
- Gerardo Carrillo
- Emilio Sanchez
- Jose Campos
- Manuel Romero
- 1998 (?) – heute:  Fernando Martorell Sobero